# 소호초등학교
소호초등학은 대한민국 전라남도 여수시에 있는 공립 초등학교이다.

## 학교 연혁
- 1963년 4월 6일 쌍봉국민학교 소호분교 개설
- 1971년 3월 1일 쌍봉남국민학교로 승격
- 1981년 3월 1일 병설유치원 개설
- 1996년 3월 1일 쌍봉남초등학교로 교명 변경
- 1997년 3월 1일 여천소호초등학교로 교명 변경
- 2000년 3월 1일 소호초등학교로 교명 변경

## 참고 자료
- 소호초등학교 - 한국교육학술정보원 학교알리미